# 粂和彦
粂 和彦（くめ かずひこ、1962年 - ）は、日本の分子生物学者・医師、名古屋市立大学教授。

## 来歴
愛知県生まれ。東海中学校・高等学校卒、1987年東京大学医学部卒。1992年大阪大学大学院医学系研究科博士課程修了、医学博士（分子遺伝）。1992-99年東京大学医学部助手（細胞情報）、1999-2002年米国留学（ハーバード大学ＭＧＨ、タフツ大学客員研究員）、2002年熊本大学発生医学研究所助教授、07年准教授、2013年名古屋市立大学大学院薬学研究科教授。分子生物学者・医師（睡眠学会睡眠医療専門医）。 

## 著書
- 『時間の分子生物学 時計と睡眠の遺伝子』(講談社現代新書) 2003.10 のち講談社学術文庫
- 『眠りの悩み相談室』ちくま新書 2007.6
- 『ぐっすり眠っていますか? 脳科学から見た眠りの世界』熊本大学ブックレット. 知のフロンティア講座）熊本大学政策創造研究教育センター 企画・編集. 熊本日日新聞社, 2008.4

共編
- 『生命という価値 その本質を問う』 (熊本大学生命倫理論集）高橋隆雄共編. 九州大学出版会, 2009.5

### 翻訳
- ジュディ・イレス編『脳神経倫理学 理論・実践・政策上の諸問題』高橋隆雄共監訳, 田口周平,片岡宜子,加藤佐和訳. 篠原出版新社, 2008.11

## 論文
- ＜粂和彦